# 梅斯·温杜
梅斯·温杜（英語：Mace Windu）是科幻作品《星球大战》中的虚构角色，他在电影前传三部曲中由美国演员山繆•傑克森扮演。雲度通常被认为是绝地武士团千年以来最优秀的战士，徒弟為另一名絕地議會成員Depa Billaba。

## 角色概述
在《星球大战》的创作史上，梅斯·温杜是最早被命名和创建的角色之一：在1973年的《星球大战》（后更名为今天被人熟知的《星際大戰四部曲：曙光乍現》）的剧本草稿中，他被描述为影片内容的叙述者。后来在剧本的修改增订中，这个角色从经典三部曲中被删除了。直到1994年乔治·卢卡斯重新开始创作前传三部曲，梅斯·温杜也被重新引入了电影中。
在选择演员时卢卡斯希望山繆·傑克森能够出演这一角色，杰克逊表示同意，但同时对角色的塑造提出了若干要求，其中之一是这个角色必须牺牲得壮烈，而不能“像一些嘍囉般”被杀掉。
此外，根据2005年5月13日的《晚间秀》的节目内容，梅斯·温杜之所以能够手持紫色光剑是出自山繆·傑克森向卢卡斯提出的个人要求，这样可以使这个角色在电影中显得与众不同并引人注目，这算是作为对自己答应卢卡斯出演《星球大战》的回报。傑克森作为一个星球大战迷，特别希望自己的角色能够拥有特别颜色的光剑，从而他能够在《星球大战II：克隆人的进攻》中的最后决战场景中，从为数众多的绝地武士中更易于被发现。但在前传2上映之前出品的以前传1剧情改编的游戏《星球大战前传1：绝地力量之战》（Star Wars Episode I: Jedi Power Battles）中，温杜使用的是蓝色光剑。
梅斯·温杜是一名绝地大师，并且是银河共和国走向毁灭之前绝地议会中最后的几名成员之一。温杜是负责绝地议会与共和国最高议长直接对话的主要执行者，但克隆战争使他开始质疑自己原本最坚定的信念。他原本还担任绝地骑士团长（Master of the Order）一职，但在克隆战争期间将此职务让与尤达。
另外有傳言指出梅斯·雲度不斷阻擋安納金·天行者進入絕地議會，除了對"天擇人選"預言的不信任，也有部分原因是不想讓天行者打破自己曾是最年輕進入絕地議會的紀錄。

## 电影中的出场

### 星際大戰首部曲：威脅潛伏
温杜在《星際大戰首部曲：威脅潛伏》中首次登场，他当时在绝地议会中位居最高（这个职位有别于整个绝地组织中的宗師，后者一直由尤达担任）。当绝地大师魁刚·金将年幼的安纳金·天行者带到绝地议会时，他意识到这个年轻的奴隶正是预言中能给原力带来平衡的。温杜和尤达等议会中的众人都认为安纳金表现出相当程度的恐惧和愤怒，从而拒绝了魁刚的训练安纳金成为绝地武士的请求。然而其后魁刚意外死于西斯领主达斯·摩尔之手，议会不得不重新考虑这一问题，并准许魁刚的原先学生，欧比旺·克诺比训练安纳金。在魁刚的葬礼上，温杜和尤达一致意识到达斯·摩尔正是一个消失了千年之久的西斯领主。

### 星球大战II：克隆人的进攻
在《星球大战II：克隆人的进攻》中，十年后的共和国遭到了杜库伯爵领导的独立联邦所发动的分裂威胁，温杜、尤达等人代表绝地组织和共和国参议院联合商讨了此次危机的处理办法。与此同时，温杜还注意到了成年但仍然年轻的安纳金开始对他的导师欧比旺的教导产生逆反情绪，并对此感到关切。在影片的结尾，基歐諾西斯戰役爆发，温杜率领众多绝地武士投入与杜库伯爵的机器人大军的战斗中，并在战斗中将赏金猎人強格·費特斩首。

### 星際大戰三部曲：西斯大帝的復仇
克隆战争进行了三年之久，在此期间温杜对共和国临时最高议长帕尔帕庭的不信任也逐渐加深。当帕尔帕庭指派安纳金作为他在绝地议会的个人代表时，温杜担心这一举动将使得帕尔帕庭的影响力渗入绝地议会的投票中，他因而接受安纳金成为议会成员，但不授予绝地大师称号。随后安纳金發现了帕尔帕庭的真实身份正是绝地组织一直在追捕的西斯领主，便立即告知了温杜。温杜率领基特·菲斯托等三名绝地大师连夜前往帕尔帕庭的办公室，准备将其捉拿。早有预谋的帕尔帕庭拒绝被捕，并抄起红色光剑将其他三人砍杀，并与温杜展开了对决。在格斗中温杜的实力更占上风，并几乎已将帕尔帕庭置于死地。这时迷惘的安纳金突然闯入，帕尔帕庭趁机诱骗安纳金请求帮助。安纳金请求温杜不要马上杀死帕尔帕庭，而希望将他交给共和国议会审判，这才是绝地解决问题的方法。而温杜则坚持帕尔帕庭过于危险，现在必须铲除。就在温杜即将手刃帕尔帕庭的瞬间，安纳金用光剑斩断了温杜的右手。帕尔帕庭从而借机放出狂暴的原力闪电将温杜抛向科洛桑的都市夜空之中，生死不明。

## 扩充宇宙中的出场
在星球大战“扩充宇宙”的小说和漫画等媒体中，温杜的出场相当活跃。他在2003年至2005年卡通频道播映的动画《星際大戰：複製人之戰》中是主要的配角之一，他的配音演员是T·C·卡森。在2008年的动画电影《星球大戰：複製人戰爭》中塞缪尔·杰克逊担当了温杜的配音演员，但在2008年的電視動畫影集《星際大戰：複製人之戰》中，卡森又重新担当了此项职务。
温杜是马修·斯托弗（Matthew Stover）的星战小说《破碎点》（Shatterpoint）的主角，在小说中他被召回他的出生星球，目的是击败他原先的学生、已堕入黑暗面的迪帕·比拉巴（Depa Billaba）。温杜被描述为具有能看到原力“断层”的能力，也就是所谓能够影响某些原力使用者乃至整个星系命运的“破碎点”。马修·斯托弗所著的《星球大戰前傳：黑帝君臨》的小说版也提到了此种能力。
温杜在其他小说中的出场还包括《骗术的斗篷》、《達斯·魔爾：影子猎手》、《盗贼行星》、《飞离的航班》、《塞斯特斯骗局》、《绝地试炼》、《尤达：暗黑会合》和《恶之迷宫》。他这一角色还在凯伦·特拉维斯（Karen Traviss）的《共和国突击队》系列、艾伦·福斯特（Alan Foster）的《临近的暴风》、詹姆斯·卢西诺（James Luceno）的《黑暗大君：达斯·维达崛起》中被提到。

## 光剑战型
在小说《破碎点》中提到了温杜的光剑战型，他是一个典型的第七型使用者，原本第七型Juyo被絕地議會禁止，但雲度將之加以改善，創造了Vapaad，Vapaad使用者也會運用自身的情感戰鬥，但不會被情緒左右，使Vapaad使用者有比Juyo使用者有更好的自我控制。雲度把自己使用的第七型叫做，来源于行星上一种狂躁迅猛的猎食动物的名字。第七型是所有战型中对使用者的力量和技巧要求最高的，第七型的修習者，必須對其他六種劍型先達到精通的程度，使用Vapaad需要使用者去享受格斗带来的快意，这變相要求使用者需要反利用黑暗原力去反制黑暗原力的對手。雲度是已知的唯一一名能完全控制中流动的黑暗原力的绝地武士。

## 師徒

### 師父
尤達大師

### 徒弟
德帕·比拉巴
莫里斯·礦